# 애경케미칼
애경케미칼 주식회사(영어: Aekyung Chemical Co.,Ltd)은 대한민국의 석유화학회사다. 본사소재지는 서울특별시 마포구 양화로 188, 9층(동교동)에 있다.

## 사업
나트륨 배터리 소재인 하드카본을 생산한다.

## 역사
- 2012년 - 인적분할하여 제조부문을 담당할 신설회사로 애경유화(주)가 설립되었고
- 2015년 - 애경(상해)투자관리 유한공사를 설립했다.
- 2021년 - 애경화학, AK켐텍과 합병 애경케미칼로 사명변경되었다.